# Bezzia winnertziana
Bezzia winnertziana är en tvåvingeart som beskrevs av Jean-Jacques Kieffer 1919. Bezzia winnertziana ingår i släktet Bezzia och familjen svidknott. Inga underarter finns listade i Catalogue of Life.